# Àlvar Esquerdo Esquerdo
Àlvar Esquerdo Esquerdo (Barri L'Ermita, la Vila Joiosa, 24 de febrer de 1853 - Barcelona, 25 d'abril de 1921) va ser un cirurgià i home de ciència valencià, que va ser el fundador, el 1914, i degà-president fins a 1921, de l'Agrupació de Doctors Matriculats de Catalunya, la qual es troba en l'origen de l'actual Reial Acadèmia Europea de Doctors.

## Biografia
Àlvar Esquerdo Esquerdo va néixer a la Vila Joiosa en una família humil; el seu pare era el cirurgià–sagnador Francisco Esquerdo i la seva mare Vicenta Esquerdo. Va ser germà del també metge Pere Esquerdo Esquerdo. Va fer els primers estudis en el seu poble natal, i s'examinava del batxillerat a Alacant, com a estudiant «lliure». Cridat pel seu germà Pere, el 1872 es va traslladar a Barcelona a cursar la carrera de Medicina. El 1874 va obtenir el primer lloc en les oposicions per a alumne intern de la Facultat de Medicina, i com a estudiant, va obtenir diversos premis. Es va llicenciar, amb premi extraordinari de Llicenciatura, en 1878 i l'any següent va obtenir el títol de doctor, amb el premi de Doctorat, a la Universitat Central. El 1880 va ingressar com a metge de la Casa Provincial de Caritat, i en el mateix any també a l'Hospital de la Santa Creu, on va continuar la seva carrera. En 1890 va ser elegit president de l'Acadèmia i Laboratori de Ciències Mèdiques de Catalunya, càrrec que va ocupar de 1891 a 1893) i en 1897 va ingressar a la Reial Acadèmia de Medicina de Barcelona.
Va assistir a diferents congressos, com el Congrés Espanyol de Cirurgia celebrat a Madrid el 1908, al qual assistí com a delegat, el Congrés de Ginecologia de València el 1913 o el Congrés de Metges de Llengua Catalana el 1921 a Girona. També va fer diversos viatges per a impartir formació a França, Alemanya i Anglaterra i va prendre part en diversos Congressos de Medicina i Cirurgia d'àmbit internacional.
Va codirigir la Revista de Medicina Cirugía y farmacia (1887) i va col·laborar en diverses revistes com ara Archivos de la Cirugía (1877), El Sentido Católico de las Ciencias Médicas, Gaceta Médica Catalana, Boletín del Ateneo de Alumnos Internos de la Facultad de Medicina de Barcelona, Revista de Clínica Médica y de Conocimientos Quirúrgicos, Archivos de Terapéutica Médica y Quirúrgica, Revista de Ciencias Médicas o Annals de Medicina. El 1903, va fundar i va dirigir la Revista de Medicina y Cirugía. També va ser autor de diverses publicacions relacionades amb el món de la medicina i la cirurgia.
Va contraure matrimoni amb Rosa Grau Castellá, unió de la qual van néixer cinc fills: Álvaro, Francisco, Eugenio, María, Alberto. Francisco també seguí les petjades del seu pare, i va estudiar la carrera de Medicina.
Àlvar Esquerdo Esquerdo va morir sobtadament d'un atac d'angina de pit el 25 d'abril de 1921.

## Càrrecs i honors
- President-degà de l'Agrupació de Doctors Matriculats de Catalunya, embrió de la futura Reial Acadèmia Europea de Doctors[9]
- Comendador de l'Ordre d'Alfons XII[2]
- Fill predilecte del seu poble natal, la Vila Joiosa, on va contribuir a la construcció d'unes escoles[5]

## Deixebles
Àlvar Esquedo va deixar petjada en la història de la gastroenterologia espanyola, i entre els seus deixebles hi haa destacades figures de la medicina com ara Antoni Raventós i Aviñó, Enric Ribas i Ribas o Manuel Corachan i Garcia.